# Ptilinopus porphyreus
La colomba frugivora collorosa, tortora beccafrutta testarosa, nota anche come colomba frugivora testarosa (Ptilinopus porphyreus Temminck, 1823) è un uccello della famiglia dei columbidi, endemico dell'Indonesia.

## Distribuzione e habitat
Si tratta di una specie endemica delle isole indonesiane di Sumatra, Giava e Bali, nelle quali la sua fenologia è stabile e costante. Il suo habitat naturale sono le basse foreste montane con preferenza per le foreste laurisilva, dalle caratteristiche tendenzialmente pluviali, e le alte foreste montane di Ericaceae. Il suo limite minimo di altitudine va dai 500 ai 1000 metri, ma la sua fascia preferita va dai 1400 ai 2200 metri.

## Descrizione

### Dimensioni
È un uccello di medie dimensioni, con lunghezza variabile fra i 28-29,5 centimetri dell'esemplare maschio adulto e fra i 25-27 centimetri dell'esemplare femmina adulto, mentre l'apertura alare è equiparabile a quella degli altri columbidi, quindi sui 60-65 cm.

### Aspetto
Il maschio ha la testa, il collo, la gola e il petto di una tonalità che va dal viola al rosa porpora brillante. Sotto il petto sono presenti due bande, una bianca e una nera, che delimitano il ventre di colore grigio cenere. La parte superiore del corpo è di colore verde scuro con riflessi metallici sulle ali e sulla coda. I fianchi hanno sfumature verde oliva. Il becco è verde-giallastro e va schiarendosi verso la punta. Il piumaggio è, in generale, molto caratteristico e non confondibile con quello di altre specie affini. L'iride è di un colore arancione brillante tendente al rosso e le zampe sono rossastre. Il dimorfismo è poco accentuato e la femmina ha, in linea con le tendenze evolutive e le esigenze di corteggiamento e riproduzione, solo un piumaggio più opaco del maschio, oltre alle suddette dimensioni leggermente ridotte. Nelle zone più vicine al Pacifico si può notare che l'aspetto varia leggermente, con una differente consistenza della livrea, colorazioni più uniformi verso il verde e il rosso cremisi e un richiamo simile a un ventriloquo tubare o a un fischio.

## Sistematica
Dal momento che è una specie monotipica, non presenta sottospecie e ha un solo rappresentante gerarchicamente inferiore: i membri delle diverse comunità vivono in stretta prossimità tra loro e condividono alti gradi di somiglianza biologica.

## Biologia

### Comportamento
La colomba frugivora collorosa è vista spesso da sola o in coppia, occasionalmente in piccoli gruppi dai 4 ai 9 uccelli, ma è stata anche osservata in stormi fino a 17 individui intorno a degli alberi da frutta, probabilmente attratti dalla disponibilità di cibo. Ad ogni modo è una specie schiva e appartata, non facile da osservare, che predilige ambienti difficilmente accessibili e lontani dall'uomo (altre specie affini, invece, sono state avvistate anche in parchi e giardini).

### Alimentazione
Si nutre solamente di frutta (è un frugivoro obbligato), prediligendo fichi e bacche di Ardisia javanica (appartenente alle Myrsinaceae) e di Embelia ribes (sempre delle Myrsinaceae).

### Riproduzione
Sono stati documentati, data la difficile rintracciabilità durante il corteggiamento, tre casi di riproduzione allo stato selvatico: uno all'inizio di ottobre ad un'altezza di 1925 metri sul Monte Lawu, nella parte orientale di Java; uno alla fine di agosto a 1775 metri sul Monte Prahu nel complesso vulcanico di Dieng, nella parte centrale di Java; e uno nel maggio del 1997 a 1600 metri sul Monte Gede-Pangrango, nella parte occidentale di Java. Il nido è costituito da rami secchi, messi alla rinfusa e posti nella bassa canopia di un albero a circa 5-6 metri d'altezza. La costruzione del nido è affidata al maschio. La deposizione delle uova avviene principalmente nel periodo da marzo a maggio, cioè all'interno della stagione secca (comunque prima della stagione monsonica, che va da maggio a novembre). La femmina depone un solo uovo, ma è stato segnalato un caso in cui la femmina ha deposto 3 uova (cosa inusuale per una colomba frugivora). L'incubazione sembra essere effettuata dal maschio durante il dì e dalla femmina durante la notte (per la precisione, dal tramonto all'alba). Il tempo di incubazione mediamente è di 20 giorni e i pulli rimangono nel nido per 10-15 giorni. Entrambi i genitori si prendono cura della prole.

### Verso
È un wooow di tono piuttosto grave, ripetuto a intervalli di 5-6 secondi moderatamente lungoserie. Le vocalizzazioni sono comunque diverse da quelle tipiche dei columbidi europei, poiché somigliano a fischi e schiocchi accentuati.

## Conservazione
La colomba frugivora collorosa occupa un areale di 12000 km². La dimensione globale della popolazione non è stata stimata, ma la specie è descritta come piuttosto rara, anche se localmente abbondante in habitat idonei a Sumatra e non comune nelle zone delle isole di Java e di Bali. La popolazione è in declino a causa della distruzione dell'habitat, tuttavia non ancora minacciata: è classificata dalla IUCN Red List come specie a rischio minimo di estinzione (Least Concern).
Rimane ancora molto da scoprire su questa colomba e sulle specie affini di Ptilinopus.